# Leskea smithii
Leskea smithii là một loài Rêu trong họ Leskeaceae. Loài này được Sw. mô tả khoa học đầu tiên năm 1816.